# 弘南バス青森総合案内所
| 青森総合案内所のデータ |                                 |
| バス事業者             | 弘南バス                        |
| 所管営業所             | 青森営業所                      |
| 所在地                 | 青森市安方1丁目3-25小田島ビル1F |
| 開設日                 | 2008年10月1日                   |

弘南バス青森総合案内所（こうなんバスあおもりそうごうあんないしょ）は、青森県青森市にある弘南バスの案内所である。

## 概要
1958年（昭和33年）10月10日、松木屋1階に青森バスセンターが開設されたのに合わせて、青森営業所にあった営業事務所を青森バスセンター3階に移した。同時に1階には出札所・案内所を設置した。営業事務所は1967年（昭和42年）2月に青森連絡事務所として独立。のちに青森バスセンターの廃止に伴い、出札所業務は松木屋のプレイガイド（チケットセゾン）に委託された。
青森連絡事務所はのちに青森観光センターに名称を変更し、貸切バスの手配やバスツアーの取扱いなど本社観光部の出先機関という役割を担っていた。高速バス乗車券などについては取り扱っていたものの、定期券・回数券販売業務は引き続き松木屋へ委託となっていた。2003年（平成15年）4月に松木屋が閉店したことに伴い、定期券・回数券販売業務を松木屋向かいの日専連青森しんまちプラザに委託先が変更された。
その後、日専連青森しんまちプラザでの乗車券類の販売業務と、青森観光センターでの観光部門を統合し、青森観光センターを移転させる形で、青森総合案内所が開設された。

## 沿革
- 2008年（平成20年）10月1日 - 青森総合案内所を開設。
- 2012年（平成24年）4月2日 - 青森総合案内所を新町から青森駅前へ移転。
- 2023年 (令和5年) 5月22日 - 営業時間及び定休日を変更[1]

## 取扱業務
- ICカードMegoICaや乗車券類の販売
  - 弘南バスのICカード「MegoICa」の販売
  - 定期券の販売(MegoICaに情報を掲載)
  - 津軽漫遊フリーパスの販売(MegoICaに情報を掲載)
  - 「ノクターン・ネオ号」「パンダ号スカイ線」「パンダ号上野線」等の高速バス乗車券
- 貸切バス手配予約
- 日帰りツアー受付